# De poezelige poes
De poezelige poes is het vijfennegentigste stripverhaal uit de reeks van Suske en Wiske. Het is geschreven en getekend door Paul Geerts.
Het verhaal werd gepubliceerd in De Standaard en Het Nieuwsblad van 25 juli tot en met 4 december 1974. De eerste albumuitgave in de Vierkleurenreeks was in juni 1975, met nummer 155.

## Locaties
- Antwerpen, de Vogeltjesmarkt, de Koninklijke Opera, het Oude Egypte met een tempel voor godin Ubasti

## Personages
- Suske, Wiske, tante Sidonia, Lambik, Jerom, professor Barabas, Maroef (witte poes), marktkoopman, Juul en Jeanne, Jef (stroper), Fifi (hond), dierenbeul, visser, Abboe Simpel, farao Tut-Smos-Tis, Trifon Remolo (directeur van de grote opera), De Grote Klep (zanglerares), S. en L. Oebers

## Het verhaal
Op de Vogeltjesmarkt ziet Lambik een prachtige witte poes, Maroef geheten. De vrienden gaan langs bij professor Barabas, die een sarcofaag uit het Oude Egypte heeft meegenomen voor onderzoek. In de sarcofaag zitten alleen een gemummificeerde kat en een vaas, maar de vaas breekt. In de vaas zit een briefje van de godin Ubasti over een diadeem en witte katten met een zwart puntje aan hun staart.
Lambik neemt de vrienden mee naar de Vogelenmarkt, maar Maroef blijkt al verkocht te zijn. De poes is bij Jeanne en Juul terechtgekomen en toevallig ziet Lambik Maroef ’s nachts in het huis. Als hij de volgende dag terugkomt, blijken de mensen op vakantie te zijn gegaan. Van de buurvrouw horen de vrienden dat het echtpaar elk jaar naar de zee gaat, waarbij zij hun kat uit de auto zetten, dat gebeurt ook nu. 
Daarna ontmoet Maroef een stroper, een hond en een dierenbeul die haar met een steen het kanaal in gooit. Suske en Wiske weten haar nog net te redden en gaan samen met Lambik en Jerom naar het Oude Egypte. Daar horen ze dat er een nieuwe tempel wordt gebouwd voor godin Ubasti en ze moeten als slaven werken aan de bouw. Een zandstorm bedelft de tempel en Abbu Simpel is bang dat hij voor de krokodillen zal worden geworpen. De volgende dag komt farao Tut-Smos-Tis de eredienst bijwonen en dan moet de tempel er perfect uitzien.
In ruil voor hulp om het zand te verwijderen laat Abbu het geheim zien: als een poes met een zwart puntje aan haar staart het diadeem draagt, kan ze zingen. Maar de kat ontsnapt en Wiske neemt haar plaats in als farao Tut-Smos-Tis arriveert. De vrienden worden terug naar het heden geflitst door professor Barabas, als ze in de problemen komen: de farao is beledigd omdat het geen echte poes is die zingt in de tempel.
Lambik heeft de diadeem meegenomen en ze laten Maroef zingen bij professor Barabas. Trifon Remolo hoort het gezang ook en regelt zangles voor Maroef. Tijdens zanglessen van De Grote Klep wordt de poes bedreigd. Wiske vertrouwt ook de zanglerares niet. Tijdens het concert wordt Maroef weer ontvoerd, maar de vrienden kunnen haar nog redden. De Grote Klep en haar aanhangers worden gepakt, maar dan komen Juul en Jeanne hun kat terugeisen.
Juul en Jeanne nemen Maroef mee, nadat een agent heeft bepaald dat zij de rechtmatige eigenaar zijn, maar ook de diadeem. De vrienden willen hen terughalen, maar Maroef kiest ervoor bij Juul en Jeanne te blijven. Er woont een leuke kater in de buurt en nadat ze Juul heeft gered van vallend puin, is hij ook aardiger geworden. De diadeem is stukgegaan bij het ongeluk en kan niet meer gebruikt worden.

## Trivia
- Zie Bastet bij godin Ubasti, deze kattengodin uit de Egyptische mythologie wordt in verband gebracht met onder andere muziek.
- Zie Thoetmosis I, Thoetmosis II, Thoetmosis III, Thoetmosis IV en de Lijst van heersers over Egypte bij farao Tut-Smos-Tis.
- Als Wiske verkleed is als kat, zingt ze Gigi L' Amoroso. Dit was toen het verhaal in de krant werd gepubliceerd een hit voor zangeres Dalida.